# St. Eligius (Schlausenbach)

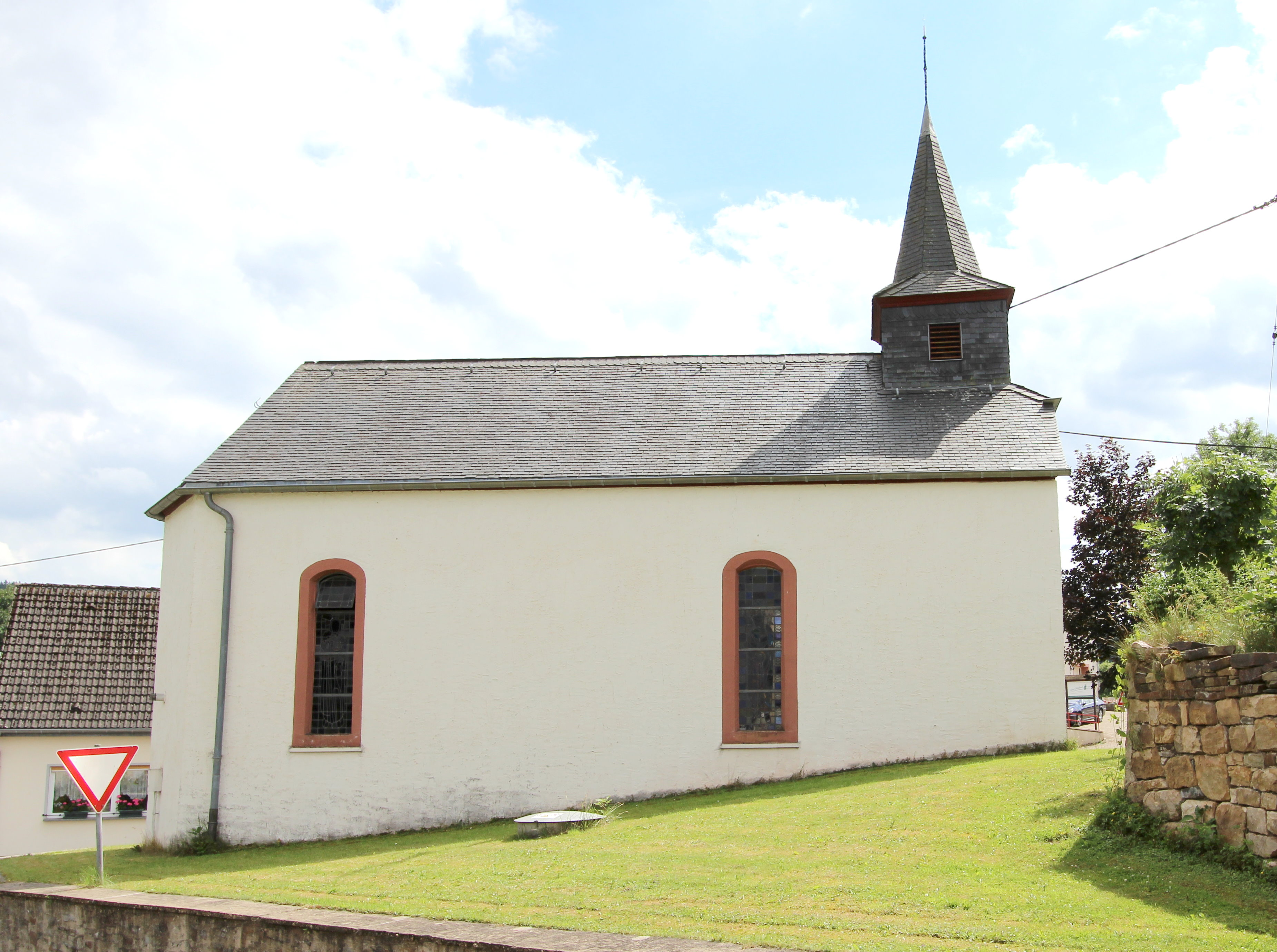
Kirche St. Eligius in Schlausenbach

Die katholische Filialkirche St. Eligius in Schlausenbach, einem Ortsteil der Ortsgemeinde Auw bei Prüm im Eifelkreis Bitburg-Prüm in Rheinland-Pfalz, wurde wohl 1658 errichtet. Die barocke Kirche an der Hauptstraße ist ein geschütztes Kulturdenkmal. 
Der schmale und lang proportionierte Saalbau mit dreiseitigem Chorschluss wird von einer flachen Holztonne gedeckt. Den Eingang am Westende der Südseite datiert der Türsturz auf das Jahr 1691.
Der barocke Säulenaltar mit vielen Heiligenfiguren wurde nach einer Inschrift auf der Rückseite 1713 von Caspar Helfen aus Prüm gefertigt.